# Mauensee
Mauensee is een gemeente en plaats in het Zwitserse kanton Luzern en maakte deel uit van het district Sursee tot op 1 januari 2008 de districten van Luzern werden afgeschaft.

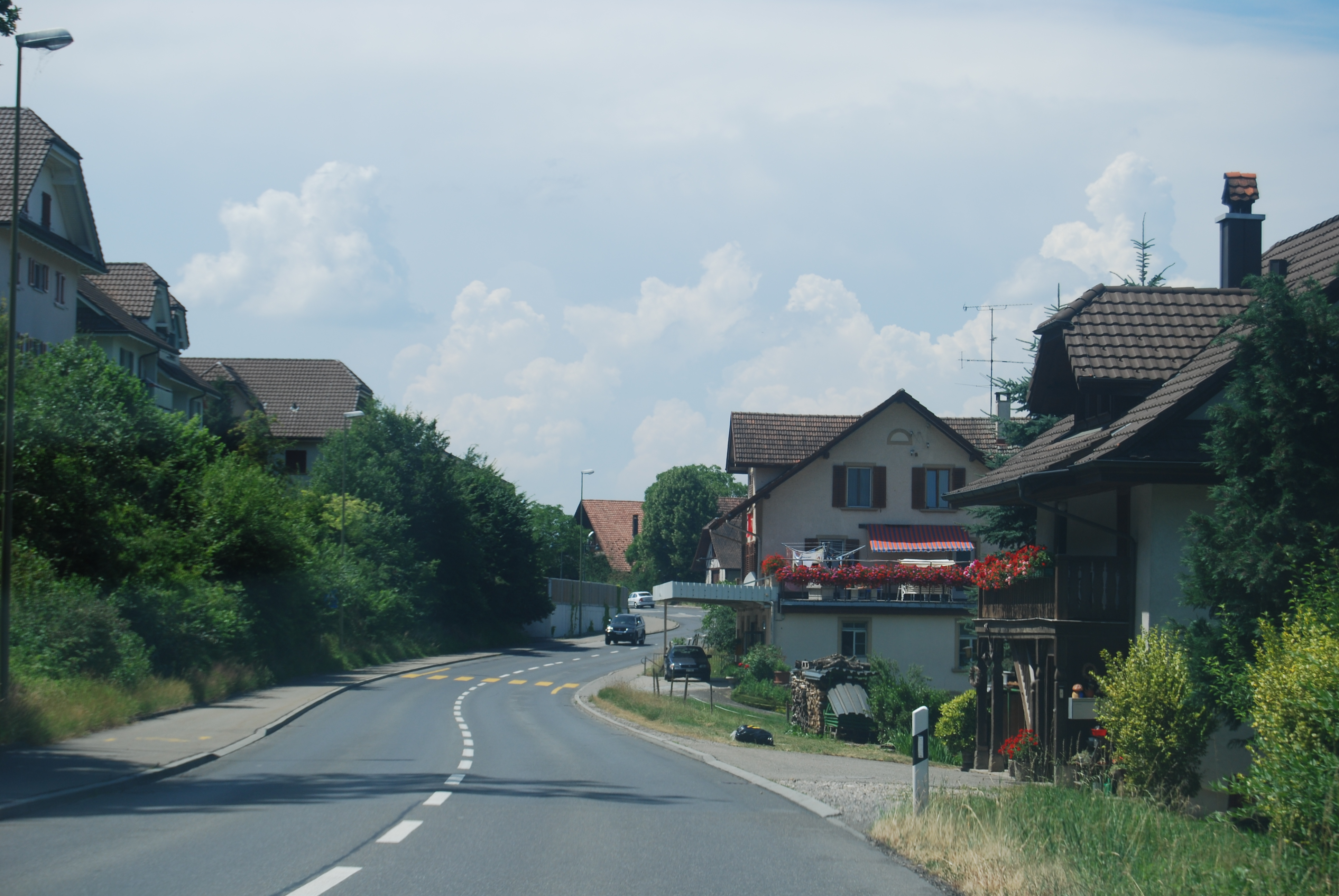
Mauensee

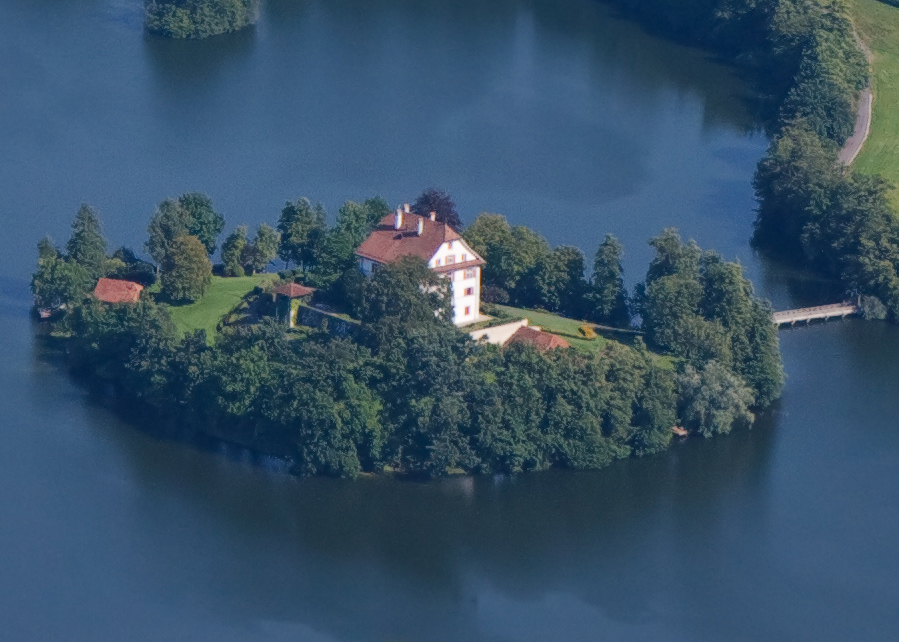
Kasteel Mauensee

Mauensee telt 1.105 inwoners.